# 白磯
白磯（しらいそ）は、愛知県田原市の地名。郵便番号は441-3400。

## 地理
三河湾に接する海浜公園の敷地をその範囲とする。したがって、人家は存在しない。

## 歴史
- 1997年（平成9年） - 地内の白谷海岸に白浜海浜公園および海水浴場が開業[4]。

## 施設
- 田原市白谷海浜公園
  - 田原市白谷海水浴場

夏期に営業する海水浴場を中心に芝生広場や遊具、陸上競技場を備える海浜公園。